# Maison Tampere
La Maison Tampere (en finnois : Tampere-talo) est située dans le quartier de Tulli à Tampere en Finlande.
C'est le plus grand centre de concerts et de congrès d'Europe du Nord.

## Construction
Conçu par Sakari Aartelo et Esa Piironen et construit en 1990, l'edifice d'une surface de 31 718 m2 est construit dans le parc Sorsapuisto,.
Alpo Halme a assuré de la conception acoustique des salles,.
La construction de Tampere-talo a coûté environ 50 millions d'euros.
Une nouvelle extension de la maison Tampere a été achevée en 2016.

## Architecture

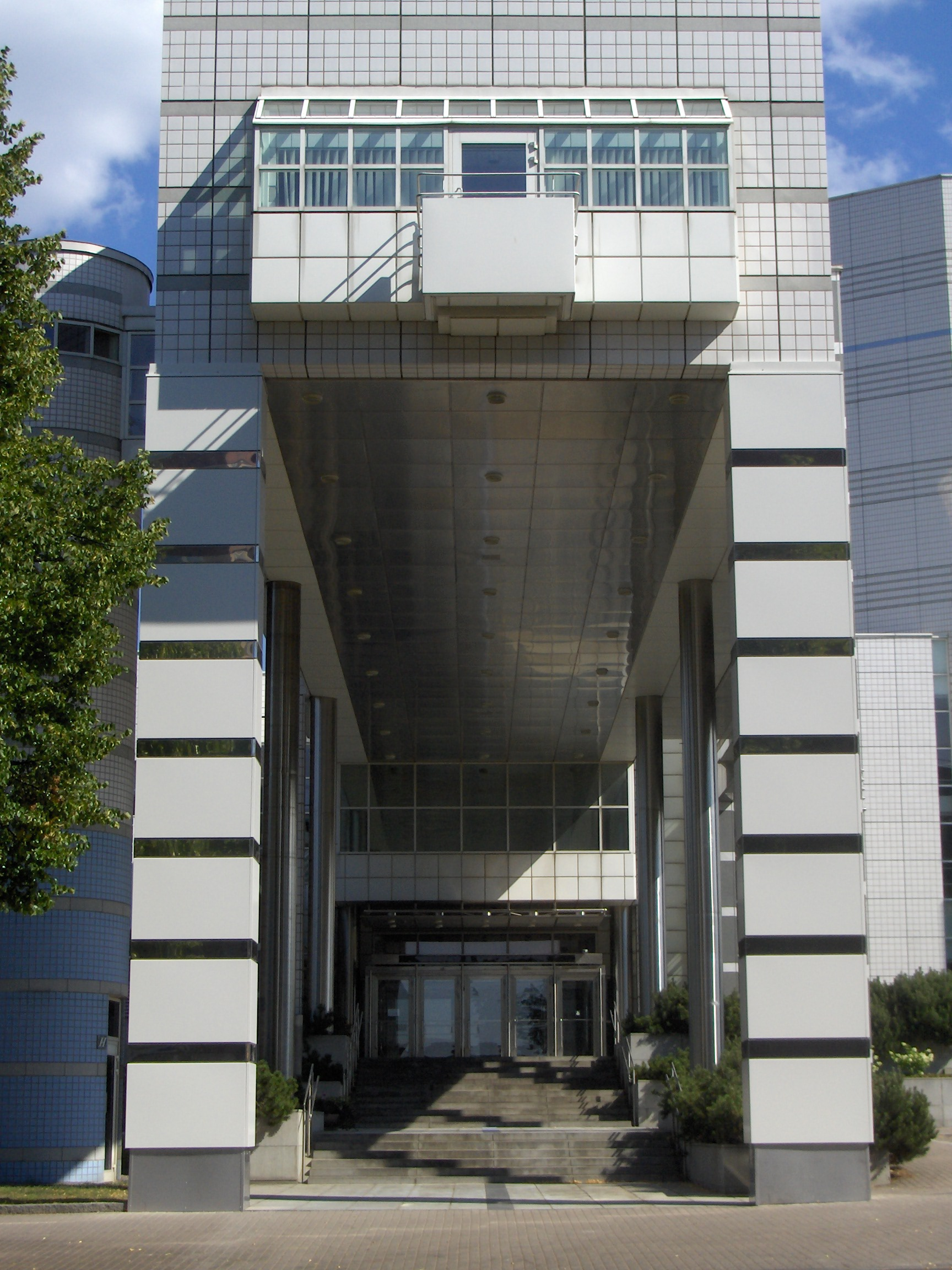
L'entrée principale bordée de piliers.

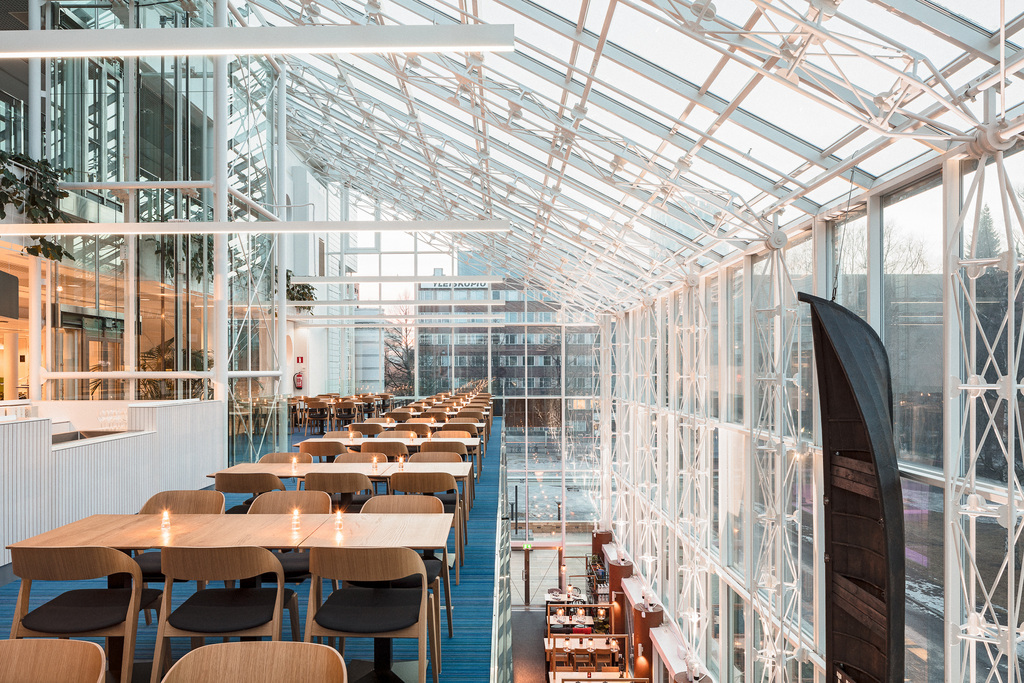
Restaurants

### Premier bâtiment
L'édifice est d'une architecture postmoderne néo-éclectique.
Il combine des formes rondes et rectangulaires ainsi que divers matériaux de construction.
La façade se compose de carreaux de différentes tailles et nuances, plaques métalliques et vitrines en verre.
L'entrée principale sur Yliopistonkatu est bordée de piliers, au-dessus desquels se trouve l'aile tubulaire des bureaux de la maison.
À l'intérieur du bâtiment s'étend un espace rectiligne semblable à une rue avec des surfaces en acier brillant et en pierre, par opposition aux boiseries sculpturales en bois des salles.
Les salons et les foyers offrent des vues du parc Sorsapuisto à travers des vitrines en verre,.
Le bâtiment représente l'esthétique dite du navire, qui était la tendance architecturale qui prévalait au moment de la conception du bâtiment Tampere.
La maison rappelle un navire de haute mer.
Un modèle de la maison Tampere est l'opéra de Sydney (1973), dont les carreaux de façade des bâtiments proviennent de la même usine.
Les carreaux sont un choix très typique de matériaux des années 1980, et la teinte bleue pastel utilisée dans la maison Tampere est également une couleur typique de l'époque.

### Agrandissement
En 2015, un grand projet de rénovation et d'agrandissement a été lancé, dans le but de faire de la maison un lieu de réunion et d'événement plus attractif.
Il a été décidé de construire des locaux permanents pour le musée des Moumines sur le site des anciennes salles Rondo et Studio.
Rondo et Studio, à ont été remplacés par de nouveaux espaces événementiels Maestro, Duetto et Riffi, pour lesquels une extension a été ajoutée au bâtiment,,,.
Dans le cadre de la rénovation, le hall et les services de restauration de la maison ont également été rénovés.

## Galerie

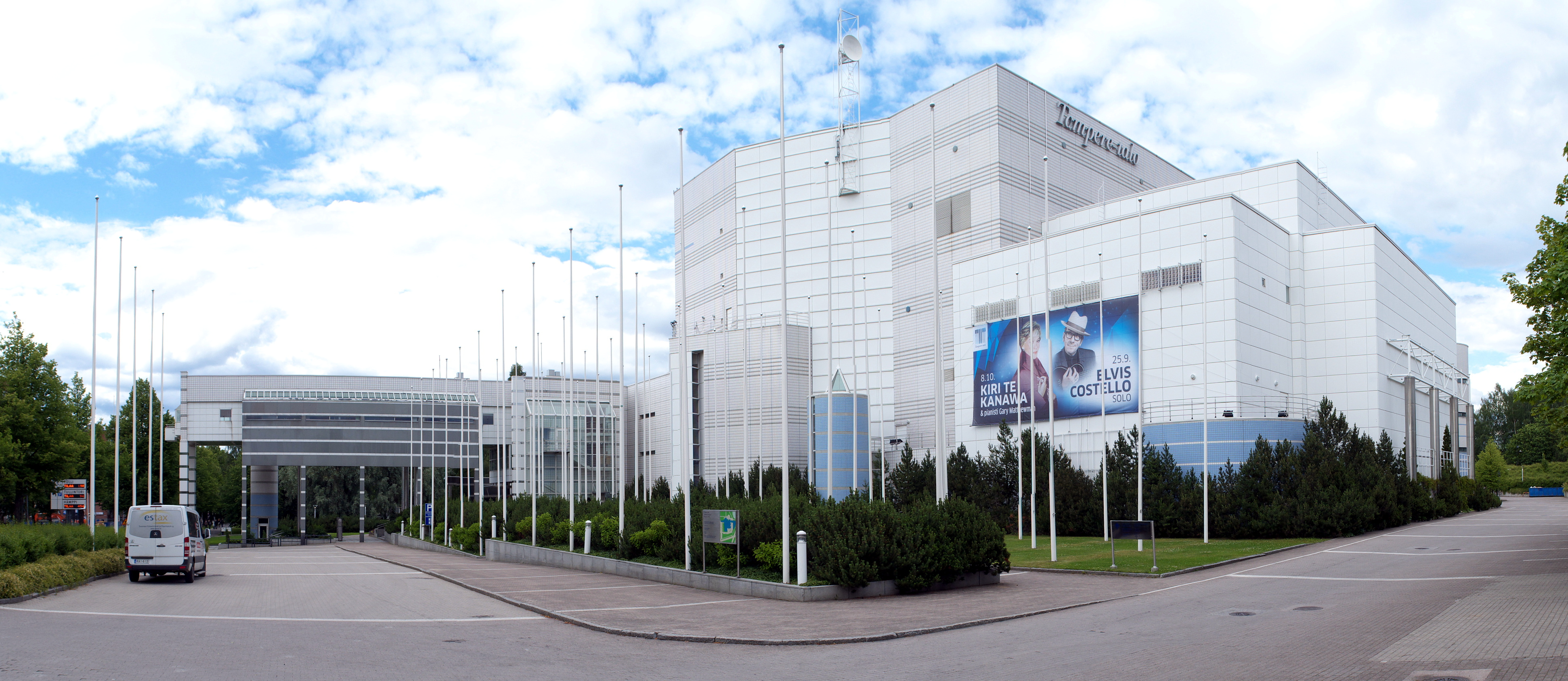
La Maison de Tampere vue de la rue Kalevantie.

## Salles

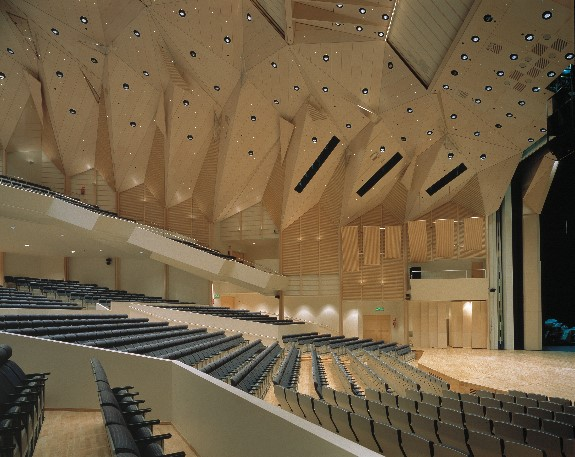
La grande salle.

| Salle           | Type        | Sièges |
| --------------- | ----------- | ------ |
| Iso sali        | auditorium  | 1 800  |
| Pieni sali      | auditorium  | 500    |
| Maestro         | auditorium  | 230    |
| Sorsapuistosali | polyvalente | 650    |
| Duetto 1        | polyvalente | 180    |
| Duetto 2        | polyvalente | 180    |
| Sopraano        | réunion     | 150    |
| Sonaatti 1      | réunion     | 120    |
| Sonaatti 2      | réunion     | 120    |
| Riffi           | réunion     | 50     |
| Aaria           | réunion     | 40     |
| Opus 1          | réunion     | 20     |
| Opus 2          | réunion     | 20     |
| Opus 3          | réunion     | 30     |
| VIP-huone       | réunion     | 22     |

## Directeurs
- Carl Öhman 1990-1997
- Kaarina Suonio 1997-2004
- Kalervo Kummola 2004-2011
- Paulina Ahokas 2012-?

## Prix
La maison Tampere a été élue meilleure salle de congrès de Finlande sept fois de suite.
En 2011, elle a reçu le prix de la salle de concert de l'année lors de l'événement Musiikki & Media.

## Accès
La gare ferroviaire de Tampere est distante de 500 mètres.